# 香港中文大學法律學院
香港中文大學法律學院（Faculty of Law, Chinese University of Hong Kong）成立於2005年，是香港第三所大學法學院。
香港中文大学法律學院被香港政府大學教育資助委員會（教資會）2014研究報告評審為全港第一。

## 歷史
香港中文大學（中大）於2004年提出的《2005/06至2007/08年度學術發展建議書》中，提出設立法律學院，提供法學士及研究院課程，教務會於2004年3月3日通過有關建議，並將建議呈交大學教育資助委員會。2004年5月10日，官方正式宣佈中大將設立法律學院。
為設立法律學院，中大成立了中文大學法律學院籌劃委員會，由香港資深大律師暨哈佛大學法學院客座教授梁定邦出任主席。法律學院籌組時得到曾任中文大學校董會主席的利國偉及香港法律界的李福善捐款設立兩個講座教席，資深大律師陳志海捐款和執業律師徐嘉儉捐贈藏書。
中大法律學部（School of Law）於2005年9月已初步成立，其時約十餘名法律業界人士及學者經已到任法律學部供職，但學部並未有提供任何課程。學部於2006年始開辦法學本科及研究生課程。2008年8月1日法律學部正式升格為法律學院（Faculty of Law），為中大第八所學院，其時學院共有1100名學生（180名本科生及920名自費課程研究生）。「學院自2006年起開始提供法學本科及研究生課程，2008年起開辦P.C.LL.，目前學院有全職教職員約50人及學生約1200人。」
香港政府大學教育資助委員會(教資會)2014研究報告評審香港中文大學的法律學院的學術研究水平為全港第一。

## 課程
中文大學法律學院開設了以下課程：
| 學位         | 英文名稱                         | 縮寫    | 首辦 | 學制                     | 簡述                                               |
| ------------ | -------------------------------- | ------- | ---- | ------------------------ | -------------------------------------------------- |
| 法學士       | Bachelor of Laws                 | LL.B.   | 2006 | 四年全日制               | 法學本科課程。                                     |
| 法律博士     | Juris Doctor                     | J.D.    | 2006 | 兩年全日制、三年半兼讀制 | 供非法學本科畢業的大學畢業生所修讀的法律專業學位。 |
| 專業法律證書 | Postgraduate Certificate of Laws | P.C.LL. | 2008 | 一年全日制、兩年兼讀制   | 香港法律執業資格的一項傳統的必須學歷。             |
| 法學碩士     | Master of Laws                   | LL.M.   | 2006 | 一年全日制、兩年兼讀制   | 修課式法學研究生課程。                             |
| 法學哲學碩士 | Master of Philosophy in Laws     | M.Phil. | 2006 | 兩年全日制、三年兼讀制   | 法學研究生課程。                                   |
| 法學哲學博士 | Doctor of Philosophy in Laws     | Ph.D.   | 2006 | 四年全日制、五年半兼讀制 | 法學研究生課程。                                   |

## 外部連結
- 香港中文大學法律學院 （页面存档备份，存于）